# 圓斑南鰍
圓斑南鰍（學名：Schistura spilota）為輻鰭魚綱鯉形目條鰍科南鰍屬的其中一種。分布於亞洲泰國湄南河流域，體長可達8.8公分，棲息在河川底層水域，生活習性不明。

## 扩展阅读
維基物種上的相關：圓斑南鰍